# Publius Monetius Philogenes
Publius Monetius Philogenes († in Rom) war ein römischer Vasenproduzent in augusteischer Zeit.
Publius Monetius Philogenes lassen sich heute keine Werke mehr zuweisen. Er ist einzig von einer Grabinschrift bekannt, die in Rom gefunden wurde. Sie lässt sich in die augusteische Zeit (31 v. Chr. bis 14 n. Chr.) datieren.

## Belege
1. ↑  CIL VI, 9953.

| Personendaten    | Personendaten                                   |
| ---------------- | ----------------------------------------------- |
| NAME             | Monetius Philogenes, Publius                    |
| ALTERNATIVNAMEN  | Philogenes, Publius Monetius (Permutationsform) |
| KURZBESCHREIBUNG | römischer Vasenproduzent                        |
| GEBURTSDATUM     | 1. Jahrhundert v. Chr.                          |
| STERBEDATUM      | 1. Jahrhundert v. Chr. oder 1. Jahrhundert      |
| STERBEORT        | Rom                                             |